# دانشگاه بالیکسیر

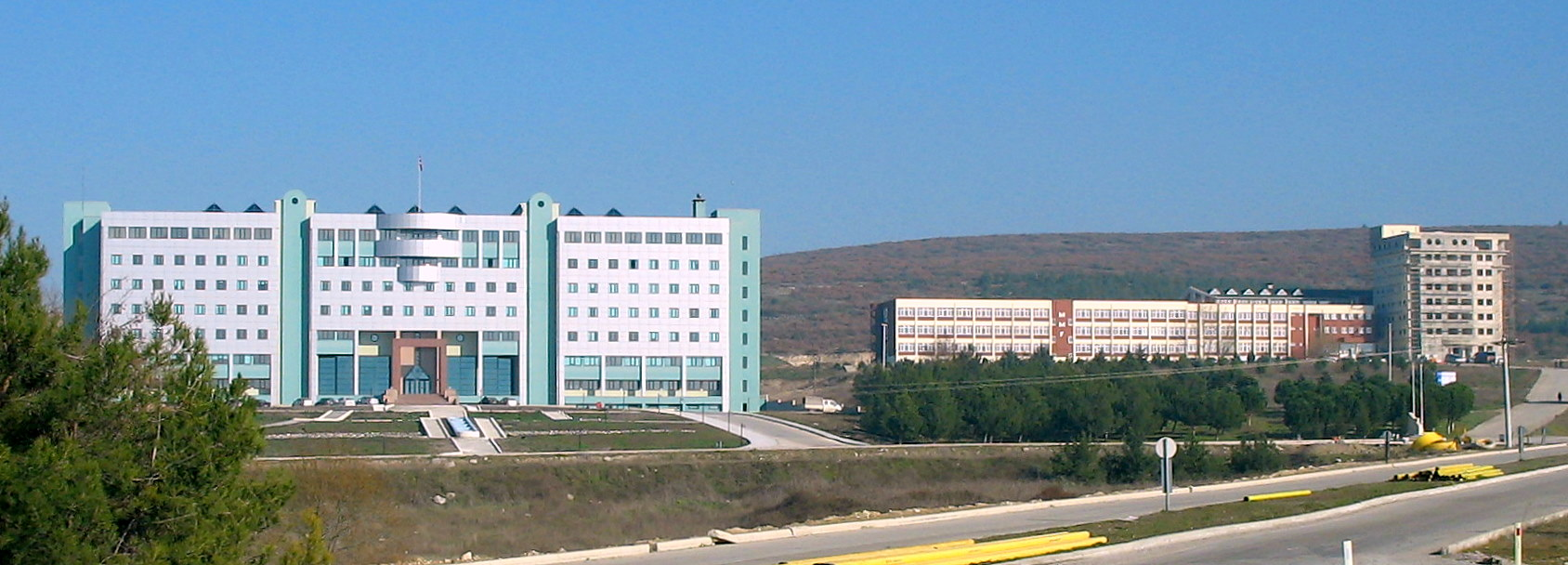
دانشگاه بالیکسیر

دانشگاه بالیکسیر یکی از دانشگاه‌های ترکیه است.
پیشینه این دانشگاه به مکتب معلم که در سال ۱۹۱۰ ایجاد شده بود، برمیگردد. فرهنگستان مهندسی دولتی، مدرسه عالی مدیریت و گردشگری و مدرسه عالی آموزش مهارت بالیکسیر در خلال سال‌های ۱۹۷۶ـ۱۹۷۵ آغاز به فعالیت کردند. این مؤسسات در سال ۱۹۸۲ تغییر عنوان داده و به دانشگاه اولوداغ وابسته شدند. این وابستگی ۱۰ سال طول کشید و بالاخره در سال۱۹۹۲ از دانشگاه اولوداغ جدا شده و با عنوان دانشگاه بالیکسیر شروع به فعالیت کردند.